# Valy u Mariánských Lázní
Valy u Mariánských Lázní – stacja kolejowa w Valach, w kraju karlowarskim, w Czechach. Położona jest na wysokości 580 m n.p.m.
Na stacji nie ma możliwości zakupu biletów, a obsługa podróżnych odbywa się w pociągu. 

## Linie kolejowe
- 170 Beroun - Plzeň - Cheb